# Довгодько Іван Вікторович
Іва́н Ві́кторович Довгодько  (нар. 15 січня 1989, Київ) — український академічний веслувальник, чемпіон і призер чемпіонатів світу та Європи., заслужений майстер спорту України з академічного веслування.

## Біографія
Походить з родини державних службовців, батько, Довгодько Віктор Іванович — полковник, працює в Міністерстві оборони України, майстер спорту міжнародного класу СРСР з академічного веслування. Мати, Довгодько Валентина Дмитрівна, працює в Міністерстві молоді та спорту України, майстер спорту СРСР з академічного веслування. Довгодько Наталія Вікторівна — його сестра, олімпійська чемпіонка, також заслужений майстер спорту України з академічного веслування.
Навчався в київській гімназії.
З 2001 року займається в Києві на базі «Зеніт», тренувала Кирилова Раїса Семенівна. Того ж року в офіційному старті на чемпіонаті Києва серед молодшого юнацтва — одинадцятий.
2002 року на першості України в одиночці зайняв 16 позицію.
З 2007 року представляв Дніпродзержинський спортивний клуб «Дзержинка». Того ж року в парній двійці на юнацькому чемпіонаті світу зайняв третє місце.
2009 року на молодіжному чемпіонаті світу — в парній четвірці друге місце.
2010 року — на чемпіонаті Європи в парній четвірці — третє місце.
2011 року служив в Збройних силах України.
2011 рік — молодіжний чемпіонат світу, парна четвірка — перше місце,
- на чемпіонаті Європи в парній двійці — четверте місце,
- на Кубку світу — в парній четвірці — третє місце.

2012 року брав участь у Лондонській Олімпіаді, в складі парної четвірки (Володимир Павловський, Костянтин Зайцев, Сергій Гринь, Іван Довгодько) зайняв дев'яте місце.
Того ж року закінчив Київський політехнічний інститут — інженер-механік біотехнології та біоенергетики.
На чемпіонаті Європи 2012 в складі парної четвірки зайняв друге місце.
В липні 2013 на Універсіаді в Казані срібло завоювали двійка парна — Іван Довгодько і Олександр Надтока.
2014 року було сформовано нову парну четвірку. До її складу увійшли Іван Довгодько, Олександр Надтока, Артем Морозов, Дмитро Міхай. це було дуже вдале рішення, бо вже на чемпіонаті Європи українські спортсмени здобули золото. А на чемпіонаті світу, вони не тільки здобули перемогу, але і поставили світовий рекорд 5:32:260.
На чемпіонаті Європи 2015 в тому ж складі парна четвірка була другою, але на чемпіонаті світу 2015 не потрапила в головний фінал, залишившись восьмою.
На чемпіонаті Європи 2016 і Олімпійських іграх 2016 Довгодько в складі четвірки залишився поза межею призерів, фінішувавши двічі шостим.
На чемпіонаті Європи 2017 в парній четвірці — дев'яте місце, на чемпіонаті світу 2017 — одинадцяте.
2018 року в складі четвірки парної (Дмитро Міхай, Сергій Гринь, Олександр Надтока, Іван Довгодько) на чемпіонаті Європи був четвертим, а на чемпіонаті світу — третім. 2019 року на чемпіонаті Європи був шостим, а на чемпіонаті світу — десятим.

## Державні нагороди
- Орден Данила Галицького (25 липня 2013) — за досягнення високих спортивних результатів на XXVII Всесвітній літній Універсіаді в Казані, виявлені самовідданість та волю до перемоги, піднесення міжнародного авторитету України[2]